# 糞地筆禍事件
「糞地」筆禍事件(ふんちひっかじけん)、または「糞地」裁判は1965年に韓国で起きた事件。南廷賢の短篇小説「분지 (糞地)」が反共法に問われた。

## 概要

### 「糞地」梗概
主人公、洪万寿は向美山に立てこもっている。周囲は米軍が取り囲み、洪に向かって最後通告をしている。あと何分かしたら一斉に爆弾を落とし、山ごと洪を吹き飛ばすのだ。洪は米軍人の夫人を暴行した罪に問われている。洪の母は、洪が10歳の時、米軍人に強姦された。そのせいで洪の母は気が狂って死んだ。洪の妹は米軍人スピドの妾となった。しかしその米軍人は洪の妹の下半身を本国の妻と比較しては洪の妹を辱める。そんなとき、スピドの本妻が韓国にやってきた。洪は、自分の妹が下半身のことで辱めを受ける理由を知りたい、という欲求からスピドの妻を向美山に呼び出し、下半身を見せるように要求する。洪は米軍人の妻を強姦しようとした罪により向美山とともに吹き飛んだ。

### 「糞地」裁判
『現代文学』1965年3月号に掲載された「糞地」は、米国と韓国の政治力学的関係を例証的に映し出した作品であるが、発表された直後はそれが問題視されることはなかった。それが、「糞地」が北朝鮮の文学雑誌『統一戦線』(1965年5月8日)に一字一句訂正されることなく掲載され、また在日朝鮮人雑誌『統一評論』に翻訳掲載されたことを、朴正煕政府が問題視した。南は1965年7月9日に中央情報部に拘束される。数日後、警察側に引き渡され、逃亡の疑念がないことを理由に一度釈放されたが、1966年7月12日に反共法違反容疑で起訴された。
第1回公判は1966年9月6日に開かれた。起訴状からみる「糞地」の問題点として、
- 北傀の対南戦略の決定的障害となっている韓米間の紐帯を離間することを画策している。
- 大韓民国があたかも米国の植民地統治に隷属されているかのように描かれている。
- 駐屯米軍があたかもあらゆる野蛮な虐殺と乱行をほしいままにし、韓国民の生命財産を無限に脅かしているかのように描かれている。
- 北傀の対南赤化戦略の常套的活動に登場したものである。

を挙げている。
第2回公判は1966年10月18日に開かれ、第3回目の公判は1967年2月8日に開かれた。裁判の焦点は「糞地」が共産主義にのっとったものであるのか否かであった。この裁判は言論界に大きな波を引き起こし、ハン・スンホン、キム・ドゥヒョン、李恒寧の腕利きの弁護士が無償で弁護に立ち、安寿吉、李御寧が被告人側の証人として弁護した。また朝鮮総連を通じて「糞地」裁判が日本に伝わり、日本の反米主義者や反朴政府主義者が韓国政府を糾弾するなど、一時日本でも騒がれた。
結果として、有罪となり、禁固7か月の実刑判決が下った（その後、執行猶予が付加され釈放された）。